# متسولفورون-متیل
متسولفورون-متیل (به انگلیسی: Metsulfuron-methyl) با فرمول شیمیایی C۱۴H۱۵N۵O۶S یک ترکیب شیمیایی با شناسه پاب‌کم ۵۲۹۹۹ است؛ که جرم مولی آن ۳۸۱٫۳۶ g/mol می‌باشد.